# 肥薩おれんじ鉄道線
肥薩おれんじ鉄道線（ひさつおれんじてつどうせん）は、熊本県八代市の八代駅から鹿児島県薩摩川内市の川内駅に至る肥薩おれんじ鉄道の鉄道路線である。駅ナンバリングで使われる路線記号はOR。

## 概要
元は九州旅客鉄道（JR九州）鹿児島本線の一部で、2004年（平成16年）3月13日の九州新幹線新八代駅 - 鹿児島中央駅間開業の際に並行在来線として肥薩おれんじ鉄道へ経営移管された。第三セクター鉄道に転換された整備新幹線の並行在来線で、営業エリアが複数の県にまたがっているのは、隣接県の末端区間だけの例を除けば本路線が唯一である。整備新幹線開業による並行在来線の第三セクター鉄道への経営移管は本州以外では初事例で、2016年3月26日の北海道新幹線開業に伴い江差線がJR北海道から道南いさりび鉄道に経営移管されるまでは、本州以外で唯一の事例であった。
全線が交流電化されているが、自社車両による旅客列車は交流専用電車の新造・購入費および維持費削減の観点から電気運転を行わず軽快気動車により運行されている。貨物列車は経営移管後も引き続き第二種鉄道事業者である日本貨物鉄道（JR貨物）の電気機関車牽引により運行されている。
九州新幹線開業までは、当線の区間にも特急列車などの優等列車が設定されていた。この新幹線開業まで運行されていた特急「つばめ」は新幹線連絡の「リレーつばめ」となって新八代駅発着に変更され、夜行特急「ドリームつばめ」は廃止、寝台特急「なは」は熊本駅発着に、早朝と深夜に出水 - 西鹿児島（現・鹿児島中央）間で運行されていた通勤ライナー「さわやかライナー出水」と「ホームライナー出水」は川内駅発着の「さわやかライナー川内」と「ホームライナー川内」にそれぞれ変更され、土曜・休日運行の快速列車と観光列車「おれんじ食堂」、JR九州からの直通する特急列車「36ぷらす3」を除いて通過駅を伴う列車は消滅した。

### 路線データ
- 管轄：肥薩おれんじ鉄道（第一種鉄道事業者）・日本貨物鉄道（第二種鉄道事業者）
- 路線距離（営業キロ）：116.9km
  - キロポストは旧鹿児島本線時代のまま門司港駅起点からの通算表示となっており、八代駅構内に当線用0キロポストは無い。
- 軌間：1067mm
- 駅数：28駅（起終点駅含む）
- 複線区間：湯浦 - 津奈木間 (8.7 km)
- 電化区間：全線（交流20,000V・60Hz）[注釈 1]
- 閉塞方式：自動閉塞式[1]
- 保安装置：ATS-SK[1]
- 最高速度：95 km/h[1]
- IC乗車カード対応区間：なし

## 運行形態
定期旅客列車は普通列車のみの運行で、すべての列車において運転士のみが乗務するワンマン運転を行っている。編成は単行（1両編成）が基本だが朝夕ラッシュ時や沿線イベントなどで多客が見込まれる場合は2両編成に増車して運転され、逆に夏休み期間などは平日朝夕でも一部の列車が2両編成から1両編成に減車される。車両の増結・分割は主に車庫のある出水駅のほか、昼間に車両留置のある八代駅でも行われている。夜間は基地のある出水駅のほか、八代駅・川内駅にも車両の滞泊が設定されている。2004年の開業当時からしばらくは出水駅 - 川内駅間で3両編成の車掌乗務列車が平日の朝夕ラッシュ時に各1往復ずつ運行されていたが、徐々に短縮され、最後まで残った朝の1往復の車掌乗務列車が2013年3月のダイヤ改正で廃止されて全て最大2両編成のワンマン列車のみの運行となった。
このほか、2013年3月からは金・土・祝日を中心に観光列車「おれんじ食堂」が、2020年10月からは週1回、JR九州からの直通特急列車「36ぷらす3」が運行されている。
また、おれんじ鉄道は国鉄鹿児島本線時代から本州と九州の鹿児島県までの物流の大動脈という一面も持ち合わせており、列車による貨物輸送も盛んで、JR九州からおれんじ鉄道への移管後も深夜帯を中心に多数の貨物列車が運行されている。

### 特急列車
基本的に毎週木曜日、博多から鹿児島中央行きの特急「36ぷらす3」が、片道のみ乗り入れる。但し肥薩おれんじ鉄道線内のみの利用はできない。

### 普通列車
八代駅と川内駅でJR線から接続を取るダイヤが設定されているため運行間隔は一定していないが、おおむね1時間あたり1本程度の運転である。八代駅 - 川内駅間全線を通しで運転する列車のほか、始発・最終を中心にして車庫のある出水駅発着の区間列車が八代方面・川内方面に多数設定されている。区間列車はこれ以外にも毎日運転で早朝6時台の米ノ津発隈之城行きの列車が1本、8時台に八代駅 - 肥後高田駅間の列車が1往復設定されているほか、平日のみの運用として5時台に出水発隈之城行、6時台に隈之城発米ノ津行と折り返しの7時台米ノ津発野田郷行、夕方の米ノ津発川内行が1本ずつそれぞれ設定されている。この平日朝の米ノ津駅発着列車は2005年3月1日のダイヤ改正で出水商業高等学校の通学利便のため米ノ津行きの列車が新設され、2011年3月14日からは折り返しの列車が設定された。さらに沿線の学校通学生へのアンケート結果を元に、2018年3月17日からは早朝6時台に八代発西出水行下り列車1本（折り返しの上り列車となる西出水 - 出水間は回送）が新たに設定され沿線高校への通学の利便性が向上した。
利用客の利便性を考慮して、一部列車が鹿児島本線八代駅 - 新八代駅（九州新幹線発着・八代白百合学園高等学校最寄駅）間および川内駅 - 隈之城駅（れいめい中学校・高等学校最寄）間に乗り入れている。このうち隈之城駅発の普通列車は八代駅まで運転する列車が朝に2本、肥薩おれんじ鉄道を経由して新八代駅まで通しで運転するJR九州駅始発終着の列車が夕方に1本設定されている。
2021年3月ダイヤ改正では八代駅 - 新八代駅間の運行形態の見直しに伴い、日中を中心とした新八代始発の川内行きや隈之城行き列車が八代駅から延長される形で増便された（その代わり、利用者が少ない夜間の新八代始発の列車が八代始発に短縮される形で減便している）。また、最終列車の行き先に「最終○○（行き先）」と表示されるとともに放送案内されるようになり、最終列車がより明瞭化された。なお、八代19時台発の6257Dは終点の出水駅で川内行き最終列車に連絡するため「出水連絡 最終川内」と2段表示される。
JR線への直通列車に関しては乗務員の交代は行われないが、JR九州から車両使用料を受け取っている。

### 観光列車「おれんじ食堂」
2013年3月24日より新八代駅 - 川内駅間に運行が開始された快速列車。肥薩おれんじ鉄道初の全席指定列車である。沿線の水俣地域の振興事業の一つとして、車窓からの美しい景色を楽しみつつ「ゆったり、のんびりとしたスローライフな旅を楽しむ」ことをコンセプトして設定された。車両はダイニングカーとリビングカーの2両固定編成で、新製ではなく既存車両のHSOR-114AとHSOR-116Aを改造したものが充当されており、デザインは工業デザイナーの水戸岡鋭治が担当している。列車名の通り沿線の特産品で作られた料理やデザートが提供され、美しい景色を見ながら食事を楽しむとともに、ウェルカムドリンクサービス、コーヒーとお菓子の自由配布、主要駅で駅構内や街に出て沿線の特産品の買い物が楽しめるサービス（マルシェ）、乗務員（パーサーやアテンダント）による観光案内や不定期のサプライズイベント、制服を貸し出しての記念写真サービス（子供限定）、景色がよい区間での低速走行や一旦停止サービス、乗車記念パスポートの配付、鹿児島県出身のジャズアーティスト松本圭使、博多俊輔などによるピアノの生演奏サービス（3号サンセットディナーのみ）などが行われている。そのほか沿線の地酒、ワイン、カクテルなどのアルコール類、ノンアルコールドリンクやソフトドリンク、オリジナルグッズの販売も行われている。
メニューについてはグルメ雑誌「食楽」を発行している徳間書店と提携している。車内は全車禁煙。外部からの弁当などの食品の持ち込みは可能だが、列車内で提供された料理やデザートの持ち帰りはできない（ただし、ビュッフェで自由配布されているクッキーなどのお菓子は持ち帰り可能である）また、リビングカーは座席扱いとなるため同社の企画乗車券で乗車ができる（一部乗車不可な企画乗車券もある）が、ダイニングカーは旅行商品としての取り扱いになるため企画乗車券では乗車はできない。
座席や料理の予約については2013年の運行開始からしばらくは出水営業部内の予約センター、同社線の有人駅（肥後田浦駅をのぞく）、JR九州の主要駅窓口や旅行センター、契約旅行代理店のみで行っていたが、2018年3月17日からのホームページのリニューアルに伴い、同年4月19日からはホームページからのWeb予約を開始し、パソコンからの直接予約も出来るようになった。Web予約では座席の選択も可能となっている。
停車駅は新八代駅 - 八代駅 - 日奈久温泉駅 - 佐敷駅 - 津奈木駅 - 新水俣駅 - 水俣駅 - 出水駅 - 阿久根駅 -  薩摩高城駅 - 川内駅で、毎週金、土、日、祝日の運行である。 ただし、それ以外の運休日であっても事前に貸切予約をして料金を支払えば、貸切扱いで運行する事も出来る。

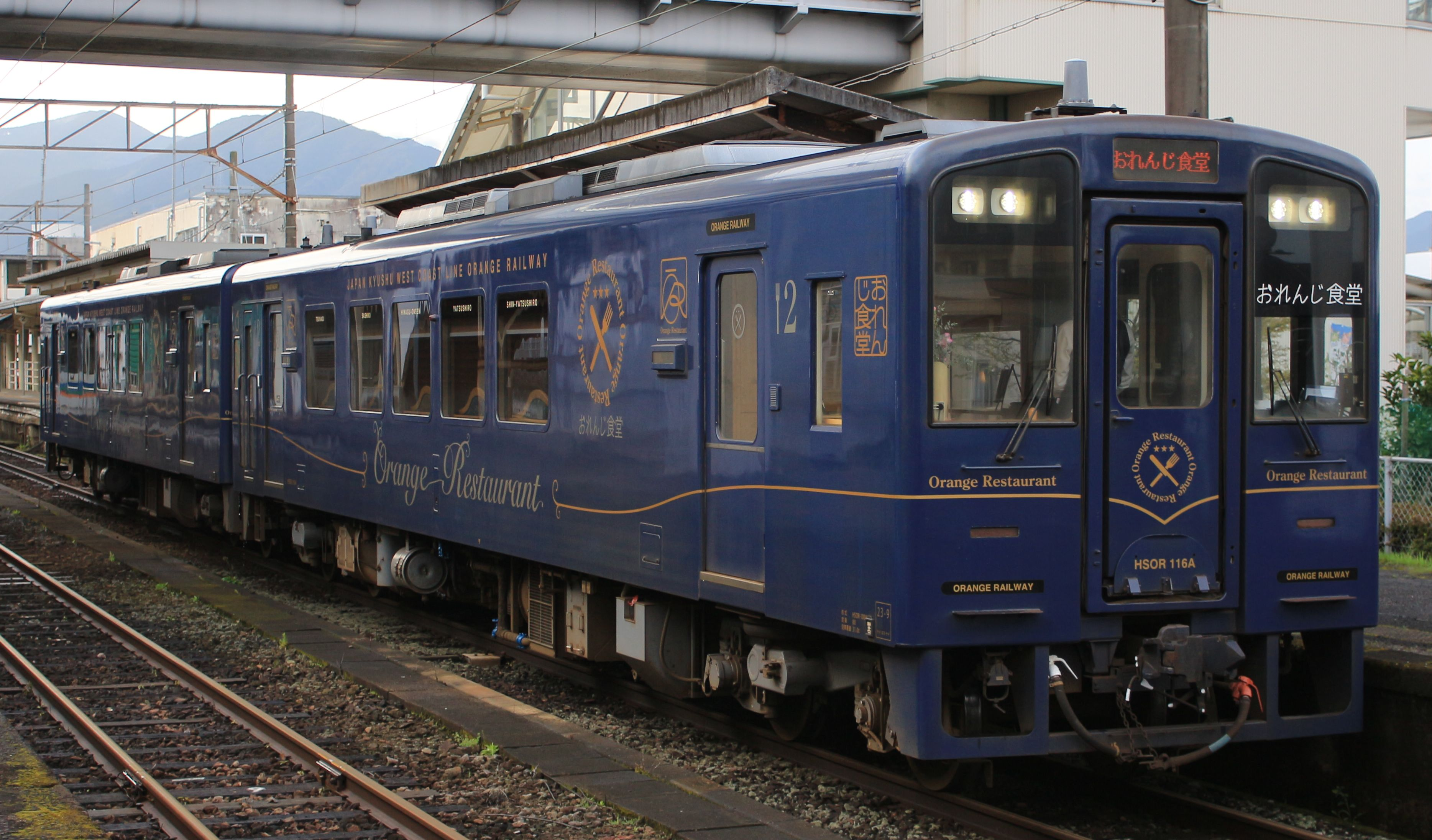
HSOR-116「おれんじ食堂」

#### 2013年3月24日運転開始時
運転開始当初は、新八代発川内行が2本（おれんじ食堂1号、3号）、川内発新八代行が1本（おれんじ食堂2号）が設定されており、1号車は原則として全区間乗車だが、2号車は区間乗車が可能で、3号は川内行となる日と出水行になる日があった。

#### 2014年3月15日ダイヤ改正
1号は出水発川内行、2号は川内発新八代行、3号は新八代発川内行（日にちによって出水行になる）とダイヤが大幅に変更され、新たにそれまで通過していた薩摩高城駅に停車するようになった。さらに1号は朝食列車として「BREAKFAST（ブレックファスト）」、2号は昼食列車として「SPECIAL（スペシャル）」、3号はスイーツ・夕食列車として新八代駅 - 出水駅間に「SWEETS（スウィーツ）」、出水駅 - 川内駅間に「SINFONIA（シンフォニア）」、新八代駅 - 川内駅間に「MEGUMI（メグミ）」の愛称が付けられた。平日の指定日に限り、片道29万円からの貸し切り料で貸し切り運転をすることも可能である。

#### 2015年3月14日ダイヤ改正
運転区間と時間を大幅に変更して3便から4便に増発し、1号は出水駅発新八代駅行「ブレックファスト」、2号は新八代駅発川内駅行「スペシャルランチ」、3号は川内駅発新八代駅行で前半（川内駅 - 出水駅）「ライトミール」、後半（出水駅 - 新八代駅）「サンセットディナー」、全区間「クルージングディナー」、4号は新八代駅発出水駅行「おれんじバー」となった。3号前半「ライトミール」は軽食（アフタヌーンティー）と昼食（ランチ）が選択できる。また4号「おれんじバー」は原則として金曜日のみ運転で食事は提供されず、アルコール類を含むワンコインドリンクとおつまみのみが提供される。
車両検査の実施に伴い2016年1月1日から3月24日までは運休となり、3月25日から運行を再開した。

#### 2016年3月26日ダイヤ改正
運行区間は変わらないが、新水俣駅 - 水俣間では桜並木の横を通るため4月の桜開花の時期に合わせて期間限定で徐行運転を行い、その他にも八代 - 肥後高田間（球磨川、晩白柚などの柑橘畑の鑑賞）、湯浦 - 津奈木間（奇岩・重盤岩（ちょうはんがん）の鑑賞）など徐行区間を多く増やしたために運行時間が若干変更になった。

#### 2017年3月4日ダイヤ改正
基本的なダイヤ設定は2016年版とほぼ同じだが、途中駅での発着時間が若干変更となり、4号「おれんじバー」が運行休止となった。

#### 2018年3月17日ダイヤ改正
運行パターンについては2017年版と変わらないが、2便「スペシャルランチ」の運行時刻や駅の停車時間が見直され、川内駅の到着が従来の14時13分着から13時47分着と約30分ほど早くなった。また、最も乗車率が高い2便の料理に、テレビ番組『料理の鉄人』（フジテレビ系列）で知名度の高い坂井宏行シェフ（出水市出身）がプロデュースしたメニューを取り入れ、魅力と豪華さの向上を図っている。

#### 2019年3月16日ダイヤ改正
運行パターンは2018年版を踏襲しつつ、3便「スイーツ」が阿久根駅で43分停車して様々な体験コーナーを設置するなど、停車駅と停車時間の見直しを行った。また、今回の改正より列車の種別表示が「快速 ○○（行き先）」から「おれんじ食堂 ○○（行き先）」に変更された（ただし、駅の放送案内は快速のままである）。

#### 2021年3月13日ダイヤ改正
新型コロナウイルス感染拡大の影響を鑑みて運行日を削減。土・日のみの運転（祝日は不定期に設定）とし、貸切運行の対応も金曜日のみとなる。

#### 2022年3月12日ダイヤ改正
運行日を増加。金・土・日のみの運転とし、貸切運行の対応を火・水に変更。

#### 2024年3月16日ダイヤ改正
運転区間と時間を大幅に変更して3便から2便に減便し、1便「スペシャルランチ」が出水駅発（冬ダイヤは川内駅発）新八代駅行、2便「サンセット」が新八代駅発川内駅行（冬ダイヤは出水駅行）となる。

#### 2025年3月15日ダイヤ改正
運転士不足の影響で6月30日まで全便運休とし、7月1日以降も運行再開は未定としている。運休中は「おれんじ食堂」の車両を使用した代替企画を予定している。

### その他臨時・貸切列車
毎年3月中旬に高尾野駅近くで行われる「高尾野 中の市（たかおのちゅうのいち）」や毎年8月に開催される「高尾野夏祭り」開催時には出水駅 - 高尾野駅間や米ノ津駅 - 阿久根駅間に、「川内川花火大会」開催時には出水 - 川内間に、10月第3週土曜日に開催される「やつしろ全国花火競技大会」開催時には出水駅 - 八代駅間にそれぞれ臨時列車が運行され、一部の定期列車も車両が増結される。それ以外でも沿線で大規模なイベントが開催される場合はイベントの開催時間に合わせて臨時列車が運行や車両の増結が行われることがある。

#### 貸切専用列車「おれんじカフェ」
2013年8月8日 より運行を開始した団体貸切専用列車。同年6月27日の株主総会で運行されることが発表された。「おれんじ食堂」のような専用車両を使った快速運転の列車ではなく、昼の通常ダイヤの普通列車に、一般車両の車内にテーブルなどを設けた特別車両を増結し、出水 - 八代・川内間を1往復する（運行区間は日によって違う）。定員は37 - 46人で、貸し切り料はソフトドリンク付きで片道6万円。ソフトドリンクのほかに沿線の食材を使用した弁当やスープ、デザートなども提供される。飲食代も1800円、2800円、3800円の3プランが用意され、「おれんじ食堂」よりも価格を割安に設定し、大小各種イベントに対応しやすい列車に仕立てている。完全予約制の臨時列車で、肥薩おれんじ鉄道予約センターで予約を受け付けるほか、旅行会社のツアーにも組まれる。

#### ドリームトレイン（列車レンタル）
2015年3月14日のダイヤ改正で運行を開始したイベント臨時列車。平日の閑散時（9時から16時まで）に利用者から運転の要望があった時のみ肥後高田駅 - 上川内駅間で運行される。従来から各鉄道会社で行われてきた「決められた列車ダイヤに合わせた列車の貸切運転」ではなく、「使用車両や運行区間、列車運行ダイヤ、停車駅、停車時間まで全て利用者が自由に計画設定してレンタル料金を支払い、肥薩おれんじ鉄道側はその利用者の運行計画に基づいて車両1両、運転士1名、安全確認用の客室乗務員1名を貸し出して列車を走らせる」と言うもの。文字通り「完全レンタル方式」の列車である。イベント列車のため事前予約が必要で、予約締切は運行日の6日前である。

#### マイトレイン・鉄道教室
2015年7月21日から発売を開始した企画列車で、受講者は当社のダイヤ作成担当者（スジ屋）から約3時間ほどダイヤに関する講習を受け、その講習に基づいて受講者自身が実際にダイヤを作成し、自分だけのオリジナル列車（マイトレイン）を走らせる…というもの。初級編、中級編、上級編に分かれており、2015年度は初級編として出水駅 - 水俣駅間の約16kmの列車ダイヤを作成する。受講者が作成したダイヤはダイヤ作成担当者が確認して本物と同じ形の時刻表を作るため、本格的な列車の運用を楽しむことが出来る。ただし本線上を走行するため、列車の運転は当社の運転士が担当する。開催日は毎週月曜日から金曜日の平日のみで、午前の部と午後の部から選ぶことか出来る。参加人数は5名から最大20名まで。予約締切日は運行日の7日前までである。

#### 納涼ビール列車（ビアトレイン）
毎年夏の7月から8月にかけて毎週金曜日と土曜日の夕方から夜にかけて期間限定で運行されている要予約制の完全貸切列車で、八代駅、佐敷駅、水俣駅、出水駅、阿久根駅、川内駅の各駅発着を基本としたダイヤで運行されている。運行区間については前述の発着駅や乗客の要望に合わせてその都度設定される。生ビール、焼酎、ハイボール、ソフトドリンクが飲み放題で特製弁当も付いている。2004年の開業以来2012年まで毎年夏に運行されていたが、2013年3月に「おれんじ食堂」が運行を開始し、阿久根駅や水俣駅の駅舎リニューアル工事、クルーズトレイン「ななつ星in九州」の乗り入れ開始などもあり、2013年以降は長らく運行が休止されていた。その後2017年7月1日より5年ぶりに運行が再開された。かつては運行日により運行区間が固定されていたが、2017年運行分より運行区間がきめ細かく設定できるようになった。2012年運行分まではHSOR-151、152の2両のみが限定で使用され、飲み放題のほかにカラオケ歌い放題のサービスも付いていたが、両車両とも2015年頃に一般塗装に戻された際にカラオケ設備も撤去されたため、2017年運行分からはカラオケサービスは取りやめられ、車両も様々な車両が充当されている。

#### 観光特急「36ぷらす3」
2020年11月19日よりD&S（デザイン&ストーリー）列車第12弾として運行を開始した観光特急「36ぷらす3」の乗り入れを開始した。「赤の路」として毎週木曜日のみ運行。「36ぷらす3」自体は10月16日より運行を開始していたが、同年7月の豪雨災害により八代 - 佐敷間が長期間不通となっていたため11月1日の全線運転再開まで乗り入れが見送られていた。当路線に観光型電車が走るのは初めてで、JR九州787系電車が乗り入れたのは2004年3月12日ダイヤ改正以来16年ぶりのことである。また、この列車は種別は「特急」として運行されており、JR九州からの乗り入れ列車ではあるが肥薩おれんじ鉄道に初めて「特急列車」が誕生した形となった。八代駅を午後に出発し、牛ノ浜駅で長時間停車してマルシェやおもてなしを受けた後、夕方前に川内駅に到着するダイヤとなっている。なお、この列車は肥薩おれんじ鉄道の運転士は乗務に入らず、JR九州の運転士が乗務している。代わりに肥薩おれんじ鉄道からJR九州に車両使用料を支払っている。

#### クルーズトレイン「ななつ星in九州」
2016年4月7日よりクルーズトレイン「ななつ星 in 九州」の乗り入れが開始された。毎週木曜日のみの運行。肥薩おれんじ鉄道線内の停車駅は薩摩高城駅と水俣駅で、薩摩高城駅では海岸散策を行い、水俣駅では夕食を摂るため両駅とも長時間停車する。このほか、阿久根駅、牛ノ浜駅、出水駅、肥後二見駅などで列車交換のための運転停車を行う。
しかし、同年4月14日と16日に発生した熊本地震の影響で14日運行分は肥後二見駅で運転打ち切りとなり、震災以降の列車も4月運行分は全て運休となり、5月6日まで運休となった。5月7日より運行を再開したが地震の影響で豊肥本線が長期間不通となり、阿蘇・竹田散策から柳川散策に変更となったため、8月末までは本来の毎週木曜日の夕方から夜間のダイヤから毎週金曜日の早朝から朝の暫定ダイヤで運行され、停車駅は川内駅、牛ノ浜駅、出水駅、水俣駅、佐敷駅、上田浦駅、八代駅で、牛ノ浜駅と水俣駅で長時間停車を行った。
列車編成が長いため、川内駅と八代駅ではJR鹿児島本線ホームとおれんじ鉄道ホームを跨ぐように停車し、おれんじ鉄道線内の停車駅もJR時代に使用されたホームまでほぼ全て使用する形で停車していた（牛ノ浜駅や出水駅、上田浦駅など一部の駅ではホームからはみ出して停車する駅もあった）。
2016年9月1日からは川内駅 - 水俣駅間は長時間停車が牛ノ浜駅から薩摩高城駅に変更されるなど本来の毎週木曜日の夕方のダイヤに戻ったが、水俣駅で車中泊をし、水俣駅 - 八代駅間については毎週金曜日の朝の暫定ダイヤとなった。そのため列車番号は川内 - 水俣間は9012、水俣 -八代間は9014が付加されていた。
平成29年7月九州北部豪雨に伴うルート変更により、2017年8月22日出発便からは、肥薩おれんじ鉄道線経由をとりやめ、金曜日に肥薩線経由で戻るルートに変更となった。肥薩おれんじ鉄道線では実質1年弱の運用だった。
しかし、ななつ星の運行形態の再編に伴い、2021年11月5日より乗り入れを再開した。毎週金曜日のみの運行で、川内駅を朝出発して牛ノ浜駅（おもてなし）や出水駅（市内観光）に長時間停車し、正午ころに八代駅に到着するダイヤになっている。
2022年10月より毎週土曜日に八代駅を昼出発し牛ノ浜駅の長時間停車し、夜に川内駅に到着するダイヤになっている。また、毎週水曜日に八代駅を早朝に出発し出水駅及び牛ノ浜駅に長時間停車し、昼ごろに川内駅に到着するダイヤもある。

### 貨物列車
定期貨物3往復、臨時貨物2往復の計5往復の貨物列車が設定されており、東京・名古屋・大阪（吹田）・岡山・福岡・熊本 - 鹿児島貨物ターミナル間を当線経由で運行している（このうち日中の熊本 - 鹿児島貨物ターミナル間の1往復のみ不定期運用）。機関車は門司機関区所属のED76とEF81が使用され、貨車はコキ100系コンテナ車のみの10両編成で運転される。乗務員は肥薩おれんじ鉄道の運転士は一切関与せず、門司機関区鹿児島派出に所属するJR貨物の機関士が運転を担当する。
2018年7月の平成30年7月豪雨、9月の台風24号の直撃により鹿児島本線の福岡エリアから山陽本線の中国地区エリアまで線路や施設が大きく被災し、損傷したため、この災害以降はしばらくの間はほとんどの貨物列車が運休状態となった。その後7月中頃より1日1往復のみ運転が再開され、10月12日までは1日1 - 2往復程度貨物列車が運行されていたが、九州内のみの運行で本州方面に直通する一部の貨物列車は引き続き運休となっていた。10月13日に山陽本線が復旧し、それ以降は貨物列車も元の運行体系に戻った。
2020年7月4日未明に発生した令和2年7月豪雨では線路や施設が甚大な被害を受けたため、11月1日の運転再開まで長期間運行休止になった。
貨物列車に関してはJR貨物から線路使用料を受け取る形になっている。

### その他の列車

#### 検測列車
肥薩おれんじ鉄道はモーターカー以外の保守専用車両を保有していないため、定期的に西日本旅客鉄道（JR西日本）吹田総合車両所京都支所所属のキヤ141とDEC741、JR九州熊本車両センター所属のDE10+マヤ34が検測用列車として入線する。これらの列車は肥薩おれんじ鉄道の運転士が運転を担当する。かつてはクモヤ443も乗り入れていたが、同車の引退・廃車に伴い2021年7月の検測を以て乗り入れを終了した。代替として、クモヤ443と同じ機能を持つDEC741が2022年7月20日の検測より初めて入線した。また、厳密には列車ではないが、毎年1回レール探傷車（保守専用車両）がJR九州より入線して深夜帯にレール検測や研磨などを行っている。

#### リバイバルはやぶさ
2009年3月14日に全廃された九州を走るブルートレインのリバイバルトレインが大人気なことから、2010年3月20日 - 3月22日には、鉄道ファンらの利用を見込んで、あらかじめ申し込んだ者のみが乗れる団体専用列車としてではあるが当路線にブルートレインが運行された。車両は14系客車が使われ、大分車両センター所属のED76 66が牽引した。運転区間は門司港駅 - 鹿児島中央駅間で、電気機関車にはかつて当線の区間でも運転されていた「はやぶさ」のヘッドマークがついていた。

#### 787系つばめ
かつて当線の区間で運行されていた特急「つばめ」のリバイバルトレインとして、2021年12月11日 - 12月12日に博多 - 鹿児島中央間で運行された。「JR九州 旅行の窓口」への事前予約制の団体専用列車であったが、途中から「特急つばめ・西鹿児島」「特急リレーつばめ・博多」の方向幕を表示して運行された。車両は南福岡車両区所属の787系BM-13編成（6両編成）が使用され、車内ではJR九州や肥薩おれんじ鉄道営業部による特別車内販売が行われたほか、車内放送で「寝台特急はやぶさ」「急行えびの」「快速錦江」など現在では消滅した列車の乗り換え案内が行われるなど、当時の放送が可能な限り再現された。
その後、2022年7月16日 - 7月17日にも787系つばめデビュー30周年を記念して特別団体列車『787系つばめ30周年記念号』が博多 - 鹿児島中央間で運行された。こちらは同じ南福岡車両区所属の787系BM-5編成（6両編成）が使用され、上記の『リバイバルつばめ』の再現はもちろん、デビュー当時の客室乗務員（つばめレディ）による車内販売や車内放送も行われた。

### 廃止・休止された列車

#### 観光快速「海風」・「潮彩」
土曜・休日に新八代駅 - 川内駅間で観光列車として運行されていた快速列車。2004年3月27日に運行が開始され、2008年3月15日のダイヤ改正で前述の熊本・鹿児島中央への直通快速列車が新設されることに伴い廃止された。下り列車には「海風」（うみかぜ）、上り列車には「潮彩」（しおさい）という愛称が付けられていた。当初「海風」は新八代発阿久根行き、「潮彩」は川内発佐敷行きの運行だったが、利用者の声を受け、2005年3月1日のダイヤ改正で運転区間を「海風」「潮彩」とも新八代駅 - 川内駅間に延長した。
2005年3月1日以前の停車駅
海風
新八代駅 - 八代駅 - 日奈久温泉駅 - 佐敷駅 - 水俣駅 - 出水駅 - 阿久根駅
潮彩
川内駅 - 阿久根駅 - 出水駅 - 水俣駅 - 佐敷駅

2005年3月1日以降の停車駅
海風（下り）・潮彩（上り）
新八代駅 - 八代駅 - 日奈久温泉駅 - たのうら御立岬公園駅 - 佐敷駅 - 水俣駅 - 出水駅 - 阿久根駅 - 川内駅
- 2005年3月1日ダイヤ改正でたのうら御立岬公園駅が開業した事に伴い、新たに停車駅に追加された。なお、途中駅での普通列車との接続は無かった。

また、観光快速の間合いで新八代駅 - 出水駅間、出水駅 - 川内駅間に各1往復の快速列車が土曜・休日のみ運行されていたが、2008年3月15日の改正で同時に廃止された。停車駅は海風、潮彩と同じであった。

#### 快速「スーパーおれんじ」・「オーシャンライナーさつま」
2008年3月15日より土休日に出水駅からJR熊本駅と鹿児島中央駅の双方に向けて直通列車が設定された。公募により、熊本駅発着の列車には「スーパーおれんじ」、鹿児島中央駅発着の列車には「オーシャンライナーさつま」の愛称が付けられた。土曜・休日のみのそれぞれ2往復が運転され、車両は肥薩おれんじ鉄道の気動車が使用される。
「スーパーおれんじ」はJR線内の八代駅 - 熊本駅間はノンストップで、九州新幹線との併設駅のうち新八代駅と新水俣駅、一部の特急が停車する宇土駅は通過する。また、「オーシャンライナーさつま」はJR線内の川内駅 - 鹿児島中央駅間は串木野駅と伊集院駅のみに停車する。
2018年3月17日改正ダイヤでは、「スーパーおれんじ」のうち朝の熊本駅発の1号（8103D）は出水駅から各駅に停車しながら川内駅まで運行され、平日は同じ時間帯に出水駅始発で川内駅行普通列車（6329D）が運行されていた。また「オーシャンライナーさつま」も夕方の鹿児島中央駅発の4号（8108D）は阿久根駅から各駅に停車しながら新八代駅まで運行され、平日はほぼ同じ時間帯に川内駅始発新八代駅行普通列車（6146D）が運行されていた。また、朝の鹿児島中央駅発出水駅行のオーシャンライナーさつま2号、夕方の熊本駅発出水駅行きのスーパーおれんじ3号は終点の出水駅で八代駅方面、川内駅方面の列車の接続を行っており、乗客への利便性向上を図っていた。
2019年3月16日改正ダイヤにて「スーパーおれんじ」の熊本駅 - 八代駅間、ならびに「オーシャンライナーさつま」の川内駅 - 鹿児島中央駅間が休止され、「オーシャンライナーさつま」4号の新八代駅 - 八代駅間を除きJR鹿児島本線への直通を取りやめた。また、「オーシャンライナーさつま」については西出水駅を全列車の停車駅に追加し、全列車が出水駅 - 阿久根駅間の各駅に停車するダイヤとなったほか、「オーシャンライナーさつま」3号は米ノ津駅始発（出水駅 - 米ノ津駅間は回送運転）で平日運転の米ノ津駅始発川内駅行き普通列車（6145D）とほぼ同じダイヤとなり、沿線住民や学校に通う通学生への利便性を図っている。また、上りの「オーシャンライナーさつま」2号は川内駅で折り返しすぐの発車にダイヤが変更された。
「スーパーおれんじ」・「オーシャンライナーさつま」とも、1両のワンマン運転が基本であるが2009年6月から2012年3月までは、午前の1往復の自社線内においてアテンダント（客室乗務員）が乗務し、車内にて各種案内業務を行っていた。
2021年3月13日のダイヤ改正で全便廃止された。なお代替として、それまで平日のみ運行となっていた普通列車を毎日運行とする措置を採る。
停車駅（廃止時点）
- ●：停車駅、－：通過駅、1・4・34：一部列車のみ停車（詳細は備考参照）

| 列車名 ＼ 駅名            | 列車名 ＼ 駅名 | 新八代駅                                          | 八代駅                                            | 肥後高田駅                                        | 日奈久温泉駅                                      | 肥後二見駅                                        | 上田浦駅                                          | たのうら御立岬公園駅                              | 肥後田浦駅                                        | 海浦駅                                            | 佐敷駅                                            | 湯浦駅                                            | 津奈木駅                                          | 新水俣駅                                          | 水俣駅                                            | 袋駅                                              | 米ノ津駅                                          | 出水駅                                            | 西出水駅                                          | 高尾野駅                                          | 野田郷駅                                          | 折口駅                                            | 阿久根駅                                          | 牛ノ浜駅                                          | 薩摩大川駅                                        | 西方駅                                            | 薩摩高城駅                                        | 草道駅                                            | 上川内駅                                          | 川内駅                                            |
| ------------------------- | -------------- | ------------------------------------------------- | ------------------------------------------------- | ------------------------------------------------- | ------------------------------------------------- | ------------------------------------------------- | ------------------------------------------------- | ------------------------------------------------- | ------------------------------------------------- | ------------------------------------------------- | ------------------------------------------------- | ------------------------------------------------- | ------------------------------------------------- | ------------------------------------------------- | ------------------------------------------------- | ------------------------------------------------- | ------------------------------------------------- | ------------------------------------------------- | ------------------------------------------------- | ------------------------------------------------- | ------------------------------------------------- | ------------------------------------------------- | ------------------------------------------------- | ------------------------------------------------- | ------------------------------------------------- | ------------------------------------------------- | ------------------------------------------------- | ------------------------------------------------- | ------------------------------------------------- | ------------------------------------------------- |
| スーパーおれんじ          | 停車駅         |                                                   | ●                                                 | －                                                | ●                                                 | －                                                | －                                                | －                                                | －                                                | －                                                | ●                                                 | －                                                | －                                                | －                                                | ●                                                 | －                                                | －                                                | ●                                                 | 1                                                 | 1                                                 | 1                                                 | 1                                                 | 1                                                 | 1                                                 | 1                                                 | 1                                                 | 1                                                 | 1                                                 | 1                                                 | 1                                                 |
| スーパーおれんじ          | 備考           | 1：1号のみ停車                                    | 1：1号のみ停車                                    | 1：1号のみ停車                                    | 1：1号のみ停車                                    | 1：1号のみ停車                                    | 1：1号のみ停車                                    | 1：1号のみ停車                                    | 1：1号のみ停車                                    | 1：1号のみ停車                                    | 1：1号のみ停車                                    | 1：1号のみ停車                                    | 1：1号のみ停車                                    | 1：1号のみ停車                                    | 1：1号のみ停車                                    | 1：1号のみ停車                                    | 1：1号のみ停車                                    | 1：1号のみ停車                                    | 1：1号のみ停車                                    | 1：1号のみ停車                                    | 1：1号のみ停車                                    | 1：1号のみ停車                                    | 1：1号のみ停車                                    | 1：1号のみ停車                                    | 1：1号のみ停車                                    | 1：1号のみ停車                                    | 1：1号のみ停車                                    | 1：1号のみ停車                                    | 1：1号のみ停車                                    | 1：1号のみ停車                                    |
| オーシャンライナー さつま | 停車駅         | 4                                                 | 4                                                 | 4                                                 | 4                                                 | 4                                                 | 4                                                 | 4                                                 | 4                                                 | 4                                                 | 4                                                 | 4                                                 | 4                                                 | 4                                                 | 4                                                 | 4                                                 | 34                                                | ●                                                 | ●                                                 | ●                                                 | ●                                                 | ●                                                 | ●                                                 | －                                                | －                                                | －                                                | －                                                | －                                                | ●                                                 | ●                                                 |
| オーシャンライナー さつま | 備考           | 4：4号のみ停車、34：3・4号のみ停車（3号は始発駅） | 4：4号のみ停車、34：3・4号のみ停車（3号は始発駅） | 4：4号のみ停車、34：3・4号のみ停車（3号は始発駅） | 4：4号のみ停車、34：3・4号のみ停車（3号は始発駅） | 4：4号のみ停車、34：3・4号のみ停車（3号は始発駅） | 4：4号のみ停車、34：3・4号のみ停車（3号は始発駅） | 4：4号のみ停車、34：3・4号のみ停車（3号は始発駅） | 4：4号のみ停車、34：3・4号のみ停車（3号は始発駅） | 4：4号のみ停車、34：3・4号のみ停車（3号は始発駅） | 4：4号のみ停車、34：3・4号のみ停車（3号は始発駅） | 4：4号のみ停車、34：3・4号のみ停車（3号は始発駅） | 4：4号のみ停車、34：3・4号のみ停車（3号は始発駅） | 4：4号のみ停車、34：3・4号のみ停車（3号は始発駅） | 4：4号のみ停車、34：3・4号のみ停車（3号は始発駅） | 4：4号のみ停車、34：3・4号のみ停車（3号は始発駅） | 4：4号のみ停車、34：3・4号のみ停車（3号は始発駅） | 4：4号のみ停車、34：3・4号のみ停車（3号は始発駅） | 4：4号のみ停車、34：3・4号のみ停車（3号は始発駅） | 4：4号のみ停車、34：3・4号のみ停車（3号は始発駅） | 4：4号のみ停車、34：3・4号のみ停車（3号は始発駅） | 4：4号のみ停車、34：3・4号のみ停車（3号は始発駅） | 4：4号のみ停車、34：3・4号のみ停車（3号は始発駅） | 4：4号のみ停車、34：3・4号のみ停車（3号は始発駅） | 4：4号のみ停車、34：3・4号のみ停車（3号は始発駅） | 4：4号のみ停車、34：3・4号のみ停車（3号は始発駅） | 4：4号のみ停車、34：3・4号のみ停車（3号は始発駅） | 4：4号のみ停車、34：3・4号のみ停車（3号は始発駅） | 4：4号のみ停車、34：3・4号のみ停車（3号は始発駅） | 4：4号のみ停車、34：3・4号のみ停車（3号は始発駅） |

#### ゆうゆうトレイン
2015年3月14日のダイヤ改正で運行を開始した、土曜・休日運行の列車。普通乗車券や一日乗車券などで乗車可能で、沿線の絶景をゆっくり楽しんでもらうために全区間を平均時速35km/hの低速度で片道約2時間30分をかけてゆっくりと走行する観光列車で、通過駅はなく運行区間内の各駅に停車していた。運行区間は熊本県側が八代駅 - 出水駅間、鹿児島県側は出水駅 - 川内駅間で各1往復設定されており、列車前面の行き先表示には「ゆうゆう」と「行き先」が交互に表示されていた。熊本県側は佐敷駅（下り列車）と水俣駅（上り列車）、鹿児島県側は阿久根駅でそれぞれ後続の定期普通列車に抜かれるダイヤとなっており、列車どうしの乗り換えは自由であった。しかし、利用状況などから鹿児島側の出水駅 - 川内駅間が2016年3月26日のダイヤ改正で、、熊本県側の八代駅 - 出水駅間が2017年3月4日のダイヤ改正を以て運行休止された。

#### おれんじバー（おれんじ食堂4便）
2015年3月14日に運行を開始した「おれんじ食堂」の4便列車で、毎週金曜日のみ新八代駅から出水駅まで下り回送列車を営業運転する形で運行されており、停車駅は八代、日奈久温泉、佐敷、水俣の各駅であった。バーをイメージした列車のため、他の「おれんじ食堂」のような観光案内や徐行運転などは無く、食事メニューもアルコール類やソフトドリンク類（ワンコインドリンク）と簡単なおつまみのみであった。利用状況などから2017年3月4日ダイヤ改正で運行が取り止められた。

#### 阿久根行き深夜臨時増発列車
2018年9月14日より週末の宴会客などを対象に出水駅 - 阿久根駅間で運行を開始した期間限定の増発列車で、10月26日までの毎週金曜日のみ6359D（出水駅21時30分発川内駅行き最終列車）の後に設定された。出水駅22時15分発、阿久根駅は22時41分着で各駅に停車し、折り返しは出水駅まで回送列車となる。この列車の設定に伴い、新八代駅20時13分発出水駅行き6261Dは毎週金曜日のみ出水駅でこの阿久根駅行き増発列車に接続していた。

## 使用車両
全区間が交流電化されているが、交流対応車両が高価なこともあり、自社車両による旅客列車は以下の気動車を使用して運行している。
- HSOR-100形
- HSOR-150形 - イベント列車用

鹿児島本線だったころの普通列車は475系や717系などの電車で運転されていた。肥薩おれんじ鉄道は電車を所有していないことと、鹿児島本線からのJRの電車による直通普通列車がないことから817系や815系などは乗り入れない。
このほか、「ななつ星 in 九州」には肥薩おれんじ鉄道線を経由するコースが設定され、専用のディーゼル機関車DF200-7000と77系客車が当路線を走行していた。
また、2020年10月16日より運行を開始し、同年11月19日から肥薩おれんじ鉄道線でも運行を開始したD&S列車「36ぷらす3」で、787系電車が当路線を走行している。
営業用車両以外では検測用として、JR九州DE10形+マヤ34形、JR西日本クモヤ443系、同キヤ141系 の入線実績がある。

## 利用状況
- 1日の平均利用者は6,682人/日（2004年度）である。

## 歴史

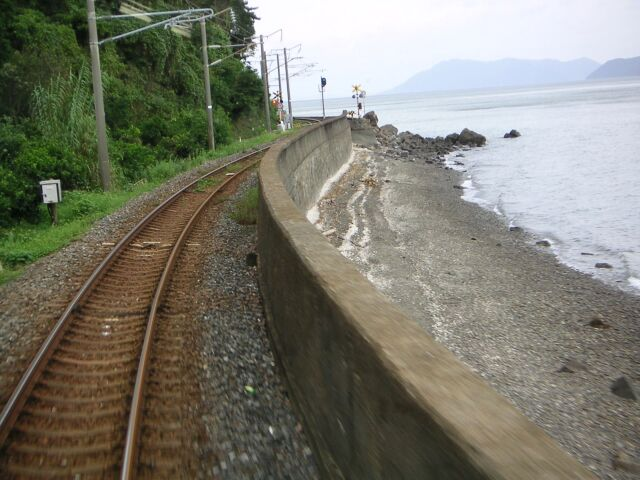
沿線風景（肥後二見 - 上田浦間）

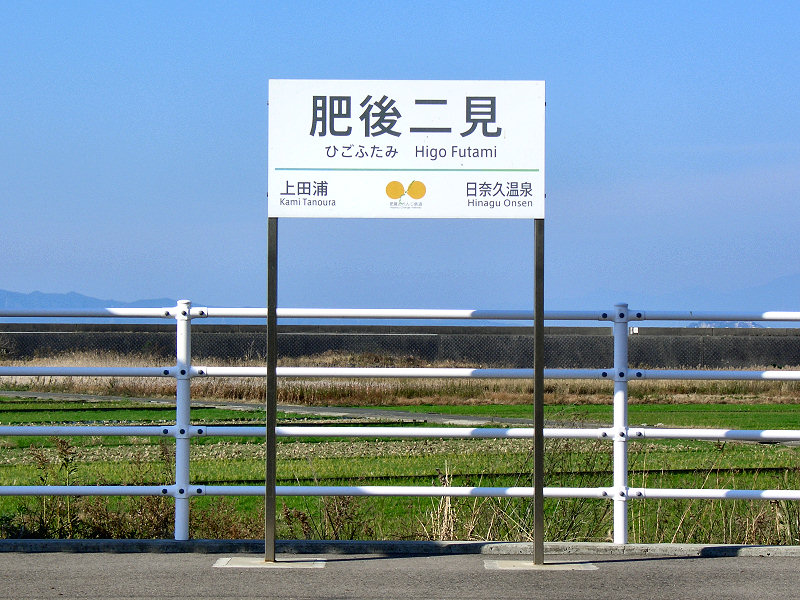
2019年9月まで使用されていた標準タイプの駅名標（肥後二見駅）

八代 - 湯浦間は肥薩線として、水俣 - 川内 - 鹿児島間は川内線（後に川内本線）として開業した。当時の鹿児島本線は人吉経由で、湯浦 - 水俣間が1927年に開業すると川内経由の路線が鹿児島本線となった。

### 国鉄・JR時代
- 1922年（大正11年）
  - 7月1日 川内線として西方 - 川内町（現在の川内）間が開業
  - 10月15日 川内線 阿久根 - 西方間が開業
- 1923年（大正12年）
  - 3月25日 川内線 野田郷 - 阿久根間が開業
  - 7月15日 肥薩線として八代 - 日奈久間が開業
  - 10月15日 川内線 米ノ津 - 野田郷間が開業
- 1924年（大正13年）10月20日 宮之城線の開業により、川内線を川内本線に改称
- 1925年（大正14年）4月15日 肥薩線 日奈久 - 佐敷間が開業
- 1926年（大正15年）
  - 7月21日 川内本線 水俣 - 米ノ津間が開業
  - 9月12日 肥薩線 佐敷 - 湯浦間が開業
- 1927年（昭和2年）10月17日 湯浦 - 水俣間が開業。八代 - 川内町 - 鹿児島間を鹿児島本線に編入。これまでの鹿児島本線八代 - 人吉 - 鹿児島間は肥薩線となる
- 1928年（昭和3年）7月11日 武本駅を西出水駅に改称
- 1933年（昭和8年）7月17日 肥後高田駅開業
- 1936年（昭和11年）12月15日 薩摩大川駅開業
- 1940年（昭和15年）10月1日 川内町駅を川内駅に改称
- 1951年（昭和26年）7月23日 西方 - 草道間に唐浜仮停車場開業
- 1952年（昭和27年）
  - 5月1日 西方 - 唐浜間に薩摩高城駅開業
  - 10月10日 上田浦駅開業
- 1955年（昭和30年）3月8日 薩摩高城 - 草道間の唐浜仮停車場廃止
- 1959年（昭和34年）6月1日 海浦駅開業
- 1963年（昭和38年）5月1日 薩摩高城駅が無人化
- 1965年（昭和40年）10月1日 薩摩大川駅の高架化工事、上田浦駅と薩摩大川駅の交換設備設置工事が完成
- 1966年（昭和41年）9月27日 湯浦 - 津奈木間に倉谷信号場を開設。湯浦 - 倉谷信号場間が複線化
- 1968年（昭和43年）
  - 5月23日 倉谷信号場 - 津奈木間が複線化。倉谷信号場廃止
  - 9月19日 津奈木 - 水俣間に初野信号場開設
- 1969年（昭和44年）4月10日 八代 - 米ノ津間にCTC導入
- 1970年（昭和45年）
  - 4月1日 米ノ津 - 東市来間にCTC導入
  - 8月21日 CTC導入に伴い折口、牛ノ浜、薩摩大川、草道、上川内の各駅が業務委託化または無人化
  - 9月1日 川尻 - 八代 - 川内 - 鹿児島間の電化完成。蒸気機関車牽引列車の運転が終了し全列車無煙化。CTC装置の本格使用開始により八代 - 川内間は主要駅と上記の一部の駅を除いたほとんどの駅がこの日から業務委託化または無人化
- 1975年（昭和50年）2月26日 折口 - 阿久根間に赤瀬川信号場開設
- 1983年（昭和58年）3月14日 西方、上川内の両駅が無人化
- 1984年（昭和59年）2月1日 米ノ津駅、高尾野駅が無人化。貨物輸送体系の見直しにより、肥後田浦、佐敷、米ノ津、出水、阿久根の各駅の貨物取扱い廃止
- 1985年（昭和60年）3月14日 客車普通列車の運行を廃止。普通列車はこの日からすべて電車または気動車に転換。肥後田浦駅が無人化
- 1986年（昭和61年）
  - 3月3日 野田郷駅が無人化
  - 10月1日 主要駅での荷物（チッキ）・郵便取扱いと荷物・郵便列車の運行を廃止
  - 11月1日 水俣駅の貨物取扱い廃止
- 1987年（昭和62年）4月1日 国鉄分割民営化により九州旅客鉄道に承継。肥後田浦駅、野田郷駅が有人化
- 1993年（平成5年）
  - 3月18日 客車夜行急行「かいもん」が特急「ドリームつばめ」に格上げ。これを以て鹿児島本線を走る定期客車急行列車は全廃
  - 4月1日 肥後高田駅が無人化
- 1997年（平成9年）11月29日 寝台特急「はやぶさ」の運行区間が東京 - 熊本間に短縮され熊本 - 西鹿児島間の運行廃止。この日より熊本 - 西鹿児島間を走る夜行寝台列車は寝台特急「なは」のみとなる
- 1999年（平成11年）10月1日 熊本 - 日奈久（現:日奈久温泉）・八代 - 水俣・出水間などで運行されていた気動車列車が電車化。普通列車はこの日から全て電車に転換

### 肥薩おれんじ鉄道時代
- 2004年（平成16年）3月13日 九州新幹線の開業に伴い、八代 - 川内間が九州旅客鉄道から肥薩おれんじ鉄道に移管され肥薩おれんじ鉄道線となる。初野信号場を駅に変更し新水俣駅開業。日奈久駅を日奈久温泉駅に改称。JR時代の優等列車が全て廃止され、旅客列車は快速列車・普通列車で気動車のみでの運転となる
- 2005年（平成17年）3月1日 たのうら御立岬公園駅開業。沿線の高等学校の利便性を考慮して平日のみ米ノ津 - 隈之城（下り）・川内（上り）間の列車を1往復新設
- 2008年（平成20年）3月15日 熊本 - 出水間直通快速「スーパーおれんじ」、鹿児島中央 - 出水間直通快速「オーシャンライナーさつま」運行開始。観光快速「海風」、「潮彩」と線内快速列車が運行廃止
- 2012年（平成24年）11月1日 平日朝ラッシュ時に1往復のみ出水 - 川内間で運転されていた3両編成列車が2両編成に短縮される。（車掌乗務は継続）
- 2013年（平成25年）
  - 3月16日 出水 - 川内間の車掌乗務列車が廃止され、この日を以て全列車ワンマン化される
  - 3月24日 新八代 - 川内間で観光列車「おれんじ食堂」運行開始
  - 7月1日 出水 - 八代・川内間で貸切専用列車「おれんじカフェ」運行開始
- 2015年（平成27年）3月14日 八代 - 出水、出水 - 川内間で観光列車「ゆうゆうトレイン」、イベント向け列車「ドリームトレイン（列車レンタル）」運行開始
- 2016年（平成28年）
  - 3月26日 観光列車「ゆうゆうトレイン」（出水 - 川内間）の運行休止
  - 4月7日 クルーズトレイン「ななつ星in九州」の乗り入れ開始
- 2017年（平成29年）
  - 3月4日 観光列車「ゆうゆうトレイン」（八代 - 出水間）、「おれんじバー」の運行休止
- 2018年（平成30年）
  - 3月17日 沿線の高等学校通学の利便性を考慮して、早朝6時台に八代 - 西出水間に下り列車1本を新設。
  - 9月14日 沿線客の利便性向上のため、毎週金曜日の深夜22時台に出水 - 阿久根間に下り列車1本を期間限定で新設。
- 2019年（平成31年・令和元年）
  - 3月16日 「スーパーおれんじ」「オーシャンライナーさつま」のJR鹿児島本線直通を、「オーシャンライナーさつま」4号の新八代乗り入れを除いて休止。
  - 10月1日 全駅に駅ナンバリング導入。
- 2020年（令和2年）
  - 7月4日 令和2年7月豪雨により60か所で土砂流入および道床流出があり、八代 - 出水間で当分運休となる。なお、出水 - 米ノ津間は朝晩の一部列車のみ運行[26]。
  - 7月13日 水俣 - 出水間で運転を再開。不通区間は八代 - 水俣間となる[27]。
  - 7月20日 不通区間の八代 - 水俣間で神園交通・火の国観光バス（八代 - 佐敷間）、南国交通（佐敷 - 水俣間・平日朝1往復のみ八代 - 水俣間直通便あり）による代行バスの運行を開始[28]。
  - 8月8日 佐敷 - 水俣間で運転を再開[29]。不通区間は八代 - 佐敷間となる。これに伴い、南国交通による佐敷 - 水俣間の代行バスの運行を終了。
  - 11月1日 全線で運転再開[30][31]。
  - 11月19日 D&S列車「36ぷらす3」の乗り入れ開始[21]。
- 2021年（令和3年）
  - 3月13日 快速「スーパーおれんじ」「オーシャンライナーさつま」廃止。
- 2024年（令和6年）
  - 9月24日 午前11時30分頃、新八代発川内行き下り列車が野田郷駅で進入中にポイント付近で脱線[32]。この影響で出水 - 川内間は翌25日まで終日運休[33]。
- 2025年（令和7年）
  - 2月1日 - 運転士不足のため上下8本を運休し、3本の臨時列車を運行開始予定[34]。

## 駅一覧
- 門司港駅からの累計営業キロは、八代駅 - 川内駅間の経営分離前に使われていたもの
- 普通列車はすべての旅客駅に停車
- 「おれんじ食堂」の停車駅は列車記事をそれぞれ参照
- *印は転換後に設置された新駅
- 湯浦 - 津奈木間は複線、その他の区間は単線。
- たのうら御立岬公園駅と海浦駅をのぞいて列車交換が可能。

| 駅番号 | 駅名                  | 営業キロ | 営業キロ  | 営業キロ    | 接続路線                                                       | 所在地   | 所在地     | 所在地     |
| 駅番号 | 駅名                  | 駅間     | 累計      | 累計        | 接続路線                                                       | 所在地   | 所在地     | 所在地     |
| 駅番号 | 駅名                  | 駅間     | 八代 から | 門司港 から | 接続路線                                                       | 所在地   | 所在地     | 所在地     |
| ------ | --------------------- | -------- | --------- | ----------- | -------------------------------------------------------------- | -------- | ---------- | ---------- |
| OR01   | 八代駅                | 0.0      | 0.0       | 232.3       | 九州旅客鉄道：■鹿児島本線（熊本方面）・■肥薩線（えびの高原線） | 熊本県   | 八代市     | 八代市     |
| OR02   | 肥後高田駅            | 4.8      | 4.8       | 237.1       |                                                                | 熊本県   | 八代市     | 八代市     |
| OR03   | 日奈久温泉駅          | 5.3      | 10.1      | 242.4       |                                                                | 熊本県   | 八代市     | 八代市     |
| OR04   | 肥後二見駅            | 3.6      | 13.7      | 246.0       |                                                                | 熊本県   | 八代市     | 八代市     |
| OR05   | 上田浦駅              | 4.3      | 18.0      | 250.3       |                                                                | 熊本県   | 葦北郡     | 芦北町     |
| OR06   | *たのうら御立岬公園駅 | 4.1      | 22.1      | -           |                                                                | 熊本県   | 葦北郡     | 芦北町     |
| OR07   | 肥後田浦駅            | 1.5      | 23.6      | 255.9       |                                                                | 熊本県   | 葦北郡     | 芦北町     |
| OR08   | 海浦駅                | 3.1      | 26.7      | 259.0       |                                                                | 熊本県   | 葦北郡     | 芦北町     |
| OR09   | 佐敷駅                | 3.1      | 29.8      | 262.1       |                                                                | 熊本県   | 葦北郡     | 芦北町     |
| OR10   | 湯浦駅                | 3.9      | 33.7      | 266.0       |                                                                | 熊本県   | 葦北郡     | 芦北町     |
| OR11   | 津奈木駅              | 8.7      | 42.4      | 274.7       |                                                                | 熊本県   | 葦北郡     | 津奈木町   |
| OR12   | *新水俣駅             | 3.4      | 45.8      | -           | 九州旅客鉄道： 九州新幹線                                      | 熊本県   | 水俣市     | 水俣市     |
| OR13   | 水俣駅                | 3.8      | 49.6      | 281.9       |                                                                | 熊本県   | 水俣市     | 水俣市     |
| OR14   | 袋駅                  | 5.8      | 55.4      | 287.7       |                                                                | 熊本県   | 水俣市     | 水俣市     |
| OR15   | 米ノ津駅              | 5.9      | 61.3      | 293.6       |                                                                | 鹿児島県 | 出水市     | 出水市     |
| OR16   | 出水駅                | 4.3      | 65.6      | 297.9       | 九州旅客鉄道： 九州新幹線                                      | 鹿児島県 | 出水市     | 出水市     |
| OR17   | 西出水駅              | 2.7      | 68.3      | 300.6       |                                                                | 鹿児島県 | 出水市     | 出水市     |
| OR18   | 高尾野駅              | 3.8      | 72.1      | 304.4       |                                                                | 鹿児島県 | 出水市     | 出水市     |
| OR19   | 野田郷駅              | 3.2      | 75.3      | 307.6       |                                                                | 鹿児島県 | 出水市     | 出水市     |
| OR20   | 折口駅                | 5.4      | 80.7      | 313.0       |                                                                | 鹿児島県 | 阿久根市   | 阿久根市   |
|        | 赤瀬川信号場          | -        | 83.6      | -           |                                                                | 鹿児島県 | 阿久根市   | 阿久根市   |
| OR21   | 阿久根駅              | 5.5      | 86.2      | 318.5       |                                                                | 鹿児島県 | 阿久根市   | 阿久根市   |
| OR22   | 牛ノ浜駅              | 6.0      | 92.2      | 324.5       |                                                                | 鹿児島県 | 阿久根市   | 阿久根市   |
| OR23   | 薩摩大川駅            | 3.5      | 95.7      | 328.0       |                                                                | 鹿児島県 | 阿久根市   | 阿久根市   |
| OR24   | 西方駅                | 3.9      | 99.6      | 331.9       |                                                                | 鹿児島県 | 薩摩川内市 | 薩摩川内市 |
| OR25   | 薩摩高城駅            | 2.7      | 102.3     | 334.6       |                                                                | 鹿児島県 | 薩摩川内市 | 薩摩川内市 |
| OR26   | 草道駅                | 5.0      | 107.3     | 339.6       |                                                                | 鹿児島県 | 薩摩川内市 | 薩摩川内市 |
| OR27   | 上川内駅              | 6.4      | 113.7     | 346.0       |                                                                | 鹿児島県 | 薩摩川内市 | 薩摩川内市 |
| OR28   | 川内駅                | 3.2      | 116.9     | 349.2       | 九州旅客鉄道： 九州新幹線・■鹿児島本線（鹿児島中央方面）       | 鹿児島県 | 薩摩川内市 | 薩摩川内市 |

駅名標は日奈久温泉駅、新水俣駅、牛ノ浜駅の3駅が2004年の開業と同時に肥薩おれんじ鉄道のものに変更されたが、それ以外の駅は開業からしばらくはJR九州時代のものがそのまま使われていた。その後2005年中に全ての駅が現在の駅名標に取り替えられた。

### 簡易業務委託駅（有人駅）の管轄
通年有人駅は10駅であるが、駅業務（出改札業務、観光案内業務）や施設管理については会社直営駅は無く、全て簡易委託駅として沿線地域のNPO法人や地域住民団体、財団法人などが受託して管理を行っている。各駅の管轄は次の通り。
- 八代駅…NPO法人 おれんじサポートステーション
- 日奈久温泉駅…地域団体 日奈久おきん女会
- 肥後田浦駅・佐敷駅・水俣駅（肥後田浦駅は毎週土曜日のみ営業）…NPO法人 ななうらステーション
- 出水駅・西出水駅・野田郷駅（西出水駅、野田郷駅は平日の朝夕のみ営業）…NPO法人 北薩倶楽部
- 阿久根駅…公益財団法人 阿久根市美しい海のまちづくり公社
- 川内駅…株式会社 薩摩川内市観光物産協会（旧 まちづくり薩摩川内）

有人駅では駅係員が出札業務から改札、集札、駅管理まで駅業務全般を行っており、日奈久温泉駅など観光案内業務を兼任している駅もある。なお、肥後田浦駅と出水駅のみ基本的に出札業務と駅管理のみの扱いである。ただし、出水駅は土休日の快速列車や沿線イベント開催による臨時列車の運行時など多客時は改札、集札業務を行う。一部の駅を除いて朝から夕方までの営業で、早朝と夜間は全ての駅が無人駅となるが、おれんじ感謝デー、やつしろ全国花火競技大会などのイベント開催時は早朝から夜間まで混雑するため営業時間が特別に臨時延長される。
この他、肥後高田駅や上川内駅（悪天候などによる運行障害時）、たのうら御立岬公園駅（夏休み期間中の土休日）、高尾野駅（高尾野 中の市、高尾野夏祭り開催時）、西方駅（海・ふれ愛in西方夏祭り納涼大会開催時）など、通年無人駅であっても運行支障による不通時や地域イベント開催時やレジャー客の混雑時には臨時に駅係員が配置されて有人駅になる駅もある。

## 当路線が登場する作品
- かぞくいろ RAILWAYS わたしたちの出発
阿久根市が主な舞台で、阿久根市を有する鹿児島県のほか、熊本県を含んだその他の沿線自治体も副舞台となった『RAILWAYSシリーズ』第3弾の日本映画。2018年11月に公開された。この路線そのものが題材で、肥薩おれんじ鉄道の運転士を目指す母親（有村架純主演）が主人公であり、このシリーズでは初めて実話を原案としない完全なフィクション作品でもある。HSOR-103を貸し切って撮影（作品に出てくる乗客の大半はエキストラ）されたため、当該車両は公開時期に合わせてこの作品のラッピング車両となっていた。
- 放課後ていぼう日誌
葦北郡芦北町がモチーフの架空自治体（芦方町）を舞台とした小坂泰之の青年漫画作品で、女子高生による釣り活動が題材。2017年から連載が開始され、2020年にアニメ化された。沿線自治体をモチーフとしていることから、原作、アニメ共々この路線にあたる部分も堂々と登場しており、登場人物が実際に乗車するエピソードも存在する。アニメ版は肥薩おれんじ鉄道も製作に関与していた。アニメ版とタイアップしたラッピング車両のHSOR-117は、制作スタッフがロケハンを行った車両でもある。
- まいてつ Last Run!!
九州をモデルとした架空の自治体が主な舞台の成年向けPCゲーム。鉄道が廃れてしまった世界における鉄道の復権がストーリーのメインとなる。2016年発売の「まいてつ」の拡大リニューアル版で、オリジナルでは肥薩おれんじ鉄道をモデルとした「肥颯みかん鉄道」という社名が登場するにとどまっていたが、本作ではおれんじ食堂をモチーフとしたシナリオが追加されている。コンセプトはもとより、車両デザインや形式名も「HSMK114・116」であるなど、ほぼほぼそのまま登場する。もっともこれは同社に限った話では無く、本作に登場する名称・エピソード等でモデルがあるものは、名称を多少捩っただけで基本そのままである。